# God Friended Me
God Friended Me (dt. etwa Freundschaftsanfrage von Gott) ist eine US-amerikanische Fernsehserie, welche am 30. September 2018 ihre Premiere beim Sender CBS feierte. Brandon Michael Hall spielt die Hauptrolle in der von Steven Lilien und Bryan Wynbrandt kreierten Serie, die u. a. von Greg Berlanti produziert wurde. Im Oktober 2018 wurde eine volle erste Staffel der Serie bestellt. Im Januar 2019 wurde die Serie um eine zweite Staffel verlängert. Sie endete am 26. April 2020 mit der Ausstrahlung der letzten beiden Folgen.

## Inhalt
Die Serie dreht sich um Miles, einem ausgesprochenen Atheisten, dem auf Facebook eine Freundschaftsanfrage von einem Konto namens „Gott“ gesendet wird. Dieses Konto sendet Miles Vorschläge für neue Kontakte: Menschen in Miles Heimatstadt New York City, die Unterstützung benötigen. Anfänglich skeptisch, beschließt Miles, diesen Vorschlägen zu folgen, um den Menschen zu helfen.

## Kritik
„Wer es gerne seicht und harmonisch mag und sich zudem nicht an der vorherrschenden christlichen Doktrin stört oder diese vielleicht eher als angenehm empfindet, der bekommt genau dieses Paket mit zwei sympathischen Hauptdarstellern und unaufdringlichem Humor verpackt geliefert. Alle anderen dürften den kitschigen Wendungen des „Wunder der Woche-“Formats mit seiner zahnlosen Dramatik nicht sonderlich viel abgewinnen können und sich so wohl nicht konvertieren lassen.“